# Elle s'appelait Scorpion
Série La Femme scorpion
La Femme scorpion
(1972) La Tanière de la bête
(1973)
Pour plus de détails, voir Fiche technique et Distribution.
Elle s'appelait Scorpion (女囚さそり 第４１雑居房, Joshū sasori: Dai-41 zakkyo-bō) est un film japonais réalisé par Shun’ya Itō, sorti en 1972.

## Synopsis
Matsu, surnommée Sasori, est une prisonnière rebelle, haïe et maltraitée par le directeur de la prison. En rentrant d'une journée de travaux forcés, Matsu s'échappe en compagnie de quelques autres prisonnières. Le directeur de la prison fera tout pour les retrouver, mortes ou vives.

## Fiche technique
- Titre : Elle s'appelait Scorpion
- Titre original : 女囚さそり 第４１雑居房 (Joshū sasori: Dai-41 zakkyo-bō?)
- Titre anglais : Female Convict Scorpion Jailhouse 41
- Réalisation : Shun’ya Itō
- Scénario : Shun’ya Itō, Hirō Matsuda et Fumio Konami, d'après le manga de Tōru Shinohara
- Production : Kineo Yoshimine
- Musique : Shunsuke Kikuchi
- Photographie : Masao Shimizu
- Montage : Osamu Tanaka
- Société de production : Tōei
- Pays de production :  Japon
- Langue originale : japonais
- Format : couleur - 2,35:1 - son mono - 35 mm
- Genre : drame, thriller
- Durée : 93 minutes[1]
- Date de sortie :
  - Japon : 30 décembre 1972[1]

## Distribution
- Meiko Kaji : Nami Matsushima (Sasori)
- Fumio Watanabe : Inspecteur Goda
- Kayoko Shiraishi : Oba
- Yukie Kagawa : Haru
- Hideo Murota : Okizaki

## Autour du film
- La chanson du générique, Urami-bushi, écrite par Shun’ya Itō et Shunsuke Kikuchi, interprétée par Meiko Kaji, a été reprise par Quentin Tarantino pour les bandes originales de Kill Bill (volume 1) et Kill Bill (volume 2).
- Sasori signifie scorpion en japonais.

## Les films de la sérieLa Femme scorpion
- 1972 : La Femme scorpion (女囚７０１号 さそり, Joshū 701-gō: Sasori?) de Shun’ya Itō
- 1972 : Elle s'appelait Scorpion (女囚さそり 第４１雑居房, Joshū sasori: Dai-41 zakkyo-bō?) de Shun’ya Itō
- 1973 : La Tanière de la bête (女囚さそり けもの部屋, Joshū sasori Kemono-beya?) de Shun’ya Itō
- 1973 : Mélodie de la rancune (女囚さそり 701号怨み節, Joshū sasori: 701-gō urami-bushi?) de Yasuharu Hasebe
- 1976 : La Nouvelle Femme scorpion : Prisonnière n° 701 (新・女囚さそり 701号, Shin joshū sasori: 701-gō?) de Yutaka Kohira
- 1977 : La Nouvelle Femme scorpion : Cachot X (新・女囚さそり 特殊房X, Shin joshū sasori: Tokushubō X?) de Yutaka Kohira
- 1991 : Scorpion Woman Prisoner: Death Threat (女囚さそり 殺人予告, Joshū sasori: Satsujin yokoku?) de Toshiharu Ikeda
- 1997 : Sasori in U.S.A. de Daisuke Gotō
- 1998 : Scorpion: Double Venom (サソリ 女囚７０１号, Sasori: Joshū 701-gō?) de Ryōji Niimura
- 1998 : Scorpion: Double Venom 2 (サソリ 殺す天使, Sasori: Korosu tenshi?) de Ryōji Niimura